# 国鉄時代
国鉄時代（こくてつじだい）とは、ネコ・パブリッシングから出版されている日本の鉄道を取り扱う雑誌である。
2005年に創刊された季刊誌。雑誌の内容は、日本国有鉄道（国鉄）時代に栄えていた鉄道路線や、国鉄時代に製造された鉄道車両など、懐古趣味なものとなっている。
特徴として、8ミリフィルムから起こした未公開動画を収録したDVDが付属している。